# Panislamizm

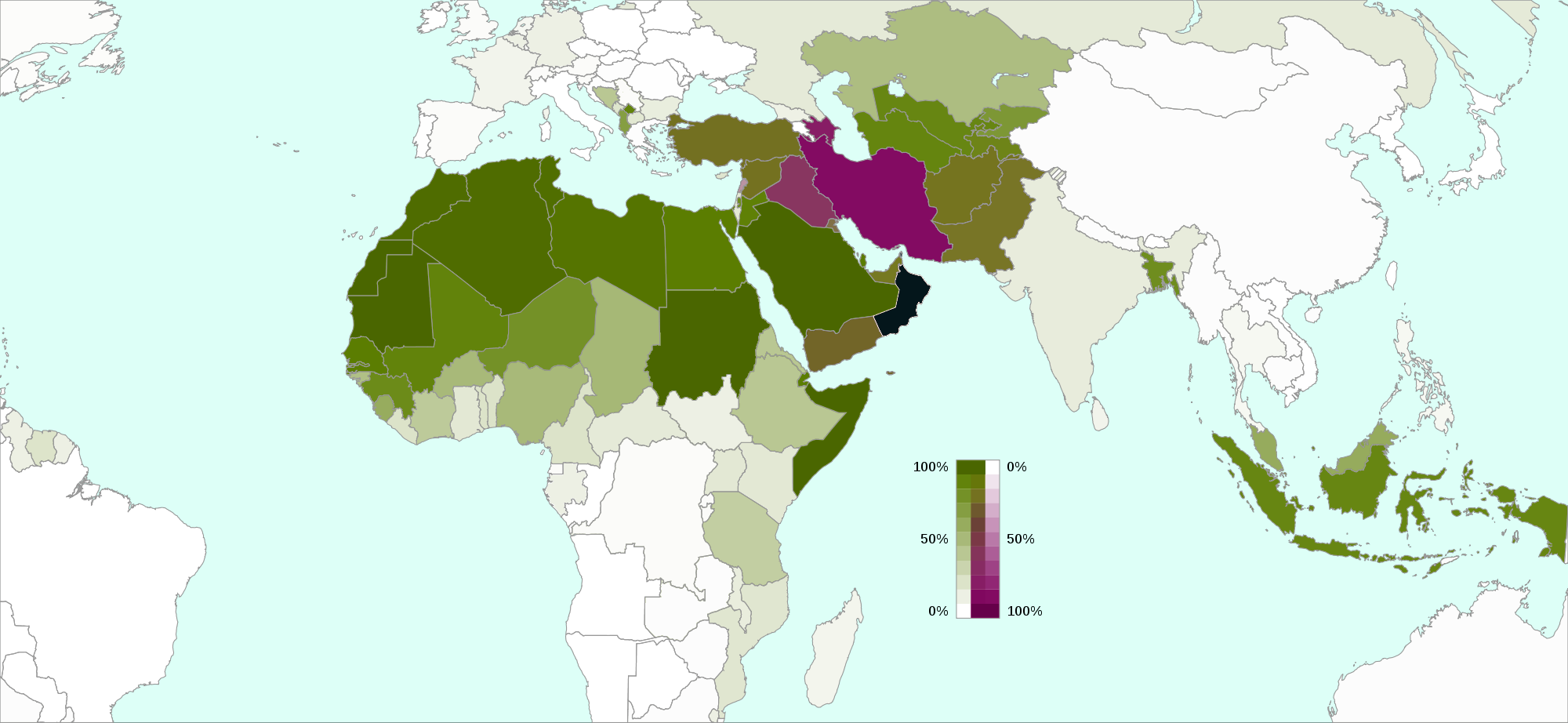
Liczebność muzułmanów w poszczególnych krajach

Panislamizm (z gr. pan = 'wszystko' + 'islam') – doktryna religijno-polityczna głosząca potrzebę zjednoczenia wszystkich wyznawców islamu i wyzwolenia się spod wpływów europejskich. Koncepcja ta powstała na Bliskim Wschodzie w XIX w. Za twórcę panislamizmu uważa się Dżamala ad-Din al-Afghaniego. 
Czasem na hasła panislamskie powołują się niektóre ugrupowania fundamentalistyczne.